# Шанфремон
Шанфремон (фр. Champfrémont) насеље је и општина у западној Француској у региону Лоара, у департману Мајен која припада префектури Мајен.
По подацима из 2011. године у општини је живело 316 становника, а густина насељености је износила 24,07 становника/km². Општина се простире на површини од 13,13 km². Налази се на средњој надморској висини од 230 метара (максималној 400 m, а минималној 172 m).

## Демографија
| 1962. | 1968. | 1975. | 1982. | 1990. | 1999. | 2011. |
| ----- | ----- | ----- | ----- | ----- | ----- | ----- |
| 230   | 294   | 272   | 246   | 241   | 248   | 316   |

График промене броја становника у току последњих година